# 伊利縣 (賓夕法尼亞州)
伊利縣（英語：Erie County）是美国宾夕法尼亚州西北部的一個郡，成立於1800年3月21日。西北傍伊利湖，東北鄰纽约州，西鄰俄亥俄州，面積4,036平方公里。根據2020年美國人口普查，共有人口27萬876人。縣治伊利，縣名來自同名的印第安部落。

## 历史
伊利县于1800年3月12日从阿勒根尼县的一部分成立，阿勒格尼县于1792年吞并了有争议的伊利三角区的土地。在1792年之前，纽约和宾夕法尼亚都声称拥有该地区的主权，因此直到联邦政府进行了干预。
由于伊利县及其新成立的邻近县克劳福德、默瑟、韦南戈和沃伦最初难以自立，于是在克劳福德县的米德维尔成立了一个由五县组成的行政机构，临时管理该地区的政府事务。伊利于1803年首次选举了自己的县官员。不幸的是，1823年3月23日，伊利县法院大楼被烧毁，到那时为止的所有县记录都被销毁了。
该县最初由“洋基”血统的移民定居（来自新英格兰和纽约西部的移民是英国清教徒的后裔，他们的祖先在殖民时代定居在新英格兰）。伊利县更像纽约州北部而不是宾夕法尼亚州，其人口主要由来自康涅狄格州、罗得岛州和缅因州的定居者组成。 铺设了道路，建立了邮政路线，建造了公共建筑，并邀请人们搬到那里。最初的定居者完全是新英格兰人或来自纽约州北部的洋基队他们的家人在独立战争结束后的一代人之前从新英格兰搬到了那个地方。这导致伊利县在文化上与早期新英格兰文化非常接近。
伊利县是地下铁路的一部分，使奴隶能够通过伊利湖获得自由进入加拿大，向东通过纽约州，或者在废奴主义者和自由黑人社区的帮助下留在伊利。今天，“自由之旅”教育计划提供了一个关于地下铁路体验的互动计划。

## 地理
根据美国人口普查局，该县总面积为1,558平方英里（4,040平方公里），其中799平方英里（2,070平方公里）为陆地，759平方英里（1,970平方公里）（49%）为水域。按总面积计算，它是宾夕法尼亚州最大的县。除了离湖几英里的高山脊外，几乎与湖岸平行，地形起伏不平，水源充足。它是该州唯一一个在北纬42度线以北占据大量土地的县。
伊利县有两个城市：伊利市和科里市。其他著名的人口中心包括 Millcreek、Harborcreek和Fairview乡镇，以及Edinboro、North East、Girard、Waterford 和 Union City 等自治市镇。伊利县东北与纽约州肖托夸县接壤，东邻沃伦县，南邻克劳福德县，西邻俄亥俄州阿什塔比拉县。县城正北是伊利湖。这个临水的位置使伊利县成为宾夕法尼亚州唯一与位于湖的远岸的 加拿大接壤的县。
该县属暖夏湿润大陆性气候（Dfb）。伊利市中心的月平均气温从1月的26.4°F到7月的70.8°F，而在Corry，月平均气温从1月的23.8°F到7月的68.2°F。 （页面存档备份，存于）

### 邻近县
- 安大略省哈尔迪曼德县（北部）
- 安大略省诺福克县（西北）
- 纽约州肖托夸县（东北部）
- 沃伦县（东南）
- 克劳福德县（南部）
- 俄亥俄州阿什塔比拉县（西南）

## 人口统计
| 调查年 | 人口    | 备注 | %±     |
| ------ | ------- | ---- | ------ |
| 1800   | 1,468   |      | —      |
| 1810   | 3,758   |      | 156.0% |
| 1820   | 8,553   |      | 127.6% |
| 1830   | 17,041  |      | 99.2%  |
| 1840   | 31,344  |      | 83.9%  |
| 1850   | 38,742  |      | 23.6%  |
| 1860   | 49,432  |      | 27.6%  |
| 1870   | 65,973  |      | 33.5%  |
| 1880   | 74,688  |      | 13.2%  |
| 1890   | 86,074  |      | 15.2%  |
| 1900   | 98,473  |      | 14.4%  |
| 1910   | 115,517 |      | 17.3%  |
| 1920   | 153,536 |      | 32.9%  |
| 1930   | 175,277 |      | 14.2%  |
| 1940   | 180,889 |      | 3.2%   |
| 1950   | 219,388 |      | 21.3%  |
| 1960   | 250,682 |      | 14.3%  |
| 1970   | 263,654 |      | 5.2%   |
| 1980   | 279,780 |      | 6.1%   |
| 1990   | 275,572 |      | −1.5%  |
| 2000   | 280,845 |      | 1.9%   |
| 2010   | 280,566 |      | −0.1%  |
| 2020   | 270,876 |      | −3.5%  |
| [ 7 ]  |         |      |        |

根据2010年人口普查，全县有280,566人、110,413户和70,196个家庭。人口密度为每平方英里351.2人（135.6人/平方公里）。有119,138个住房单元，平均密度为每平方英里149.1个（57.6个/平方公里）。该县的种族构成为88.2%的白人、7.2%的黑人或非裔美国人、0.2%的美洲原住民、1.1%的亚洲人、0.03%的太平洋岛民、1.2%的其他种族以及2.1%的两个或多个种族。另有3.4%的人口任何种族的西班牙裔或拉丁裔。24.4%是德国人，12.5%是波兰人，12.3%是意大利人，10.1%是爱尔兰人，6.5%是英国人，6.4%是美国人。
在总户数中，27.2%有未满18岁的子女同住，45.4%为夫妻同住，13.2%为无夫女户，36.4%为非家庭户。29.3%的家庭由个人组成，11.3%的家庭中有65岁或以上的独居者。平均家庭人数为2.42人，平均家庭人数为3.00人。
全县人口分布较为分散，20岁以下人口占26.5%，年龄中位数为38.6岁。每100名女性对应96.73名男性。

### 2020年人口普查
| 种族                       | 人口数  | 占比  |
| -------------------------- | ------- | ----- |
| 白人 (非拉丁裔)            | 219,180 | 81%   |
| 非裔美国人 (非拉丁裔)      | 19,821  | 7.32% |
| 美洲原住民 (非拉丁裔)      | 343     | 0.13% |
| 亚裔美国人 (非拉丁裔)      | 6,358   | 2.35% |
| 太平洋岛原住民 (非拉丁裔)  | 58      | 0.02% |
| 混血/多种族身份 (非拉丁裔) | 13,086  | 4.83% |
| 拉丁裔美国人               | 12,030  | 4.44% |

## 大都会统计区

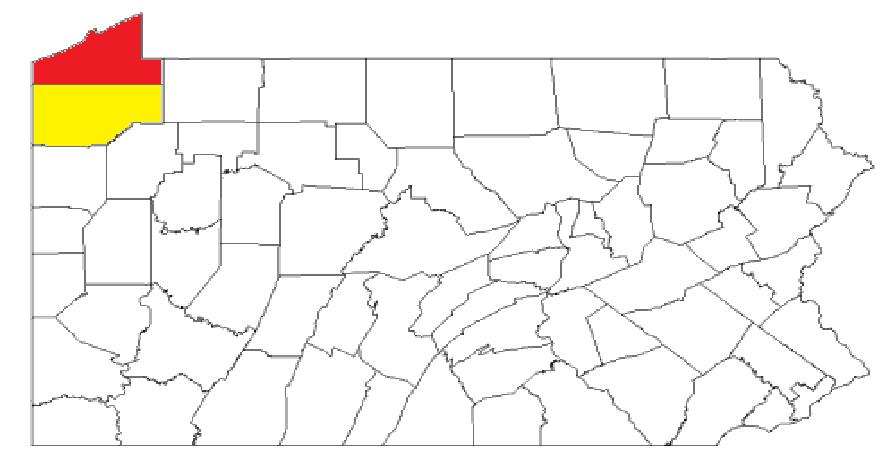
宾夕法尼亚州伊利-米德维尔联合统计区(CSA)地图，由以下部分组成:
宾夕法尼亚州伊利市大都会统计区
宾夕法尼亚州米德维尔大都会统计区

美国管理和预算办公室已将伊利县指定为宾夕法尼亚州伊利大都会统计区(MSA)。根据2010 年美国人口普查大都市区在宾夕法尼亚州人口最多的地区排名第11位，在美国人口最多的地区排名第164位，人口为280,566人。伊利县也是较大的宾夕法尼亚州伊利-米德维尔联合统计区(CSA)的一部分，该统计区结合了伊利县和南部克劳福德县的人口。联合统计区在宾夕法尼亚州排名第7，美国人口第102位，人口369,331。

## 伊利县人口最多的定居点
| 2015年排名 | 城市       | 类型     | 2016年估计 | 2010年人口普查 | 变化   | 最高人口记录 (年份) |
| ---------- | ---------- | -------- | ---------- | -------------- | ------ | ------------------- |
| 1          | 伊利       | 城市     | 98,593     | 101,786        | −3.14% | 138,440 (1960)      |
| 2          | 米尔克里克 | 镇区     | 53,773     | 53,515         | +0.48% | 54,256 (2013)       |
| 3          | 哈伯克里克 | 镇区     | 17,517     | 17,234         | +1.64% | 17,629 (2014)       |
| 4          | 费尔维尤   | 镇区     | 10,150     | 10,102         | +0.48% | 10,217 (2013)       |
| 5          | 萨米特     | 镇区     | 6,916      | 6,603          | +4.74% | 6,916 (2016)        |
| 6          | 科里       | 城市     | 6,360      | 6,605          | −3.71% | 7,911 (1950)        |
| 7          | 东北镇     | 镇区     | 6,269      | 6,315          | −0.73% | 7,702 (2000)        |
| 8          | 埃丁伯勒   | 自治市镇 | 6,236      | 6,438          | −3.14% | 7,736 (1990)        |

## 政府和政治
1960年之前，伊利县在总统选举中主要是共和党人，在1888年至1956年的四次选举中仅支持民主党候选人。自1960年以来，它已成为主要的民主党人势力范围，在1960年至1995年的总统选举中，该县只有四次共和党获胜。展示。尽管如此，自2016年总统大选以来，该县的竞争日益激烈，唐纳德特朗普在2016年以微弱优势赢得该县，乔拜登在2020年以微弱优势击败该县。

### 司法机构
司法机构由伊利县普通诉讼法院的 9 名法官和地方法院的 15 名地方法官组成。法院行政由地区法院行政长官、副法院行政长官和助理法院行政长官管理。伊利县法院位于伊利市中心的佩里广场附近。伊利县还设有县监狱，以及位于萨米特镇的伊利县公共安全部下属的联合 911/应急管理机构。

## 社区

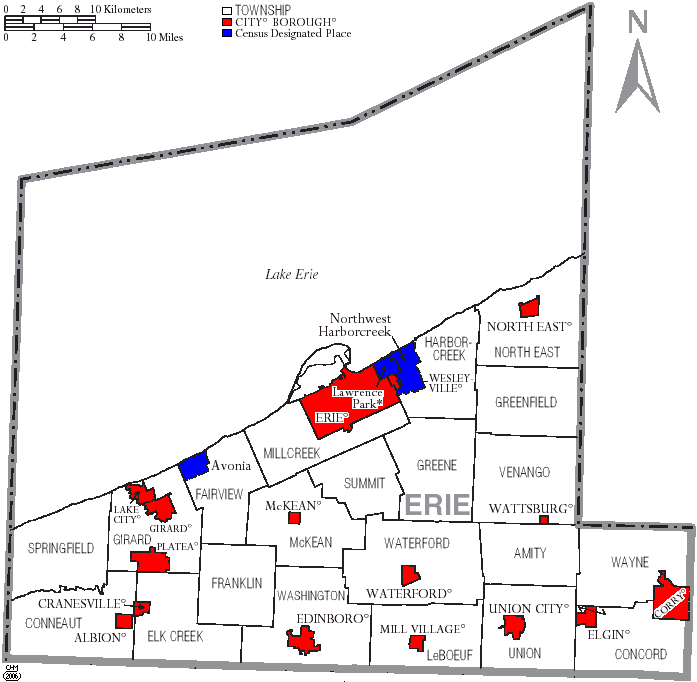
宾夕法尼亚州伊利县地图，带有显示城市和行政区（红色）、乡镇（白色）和人口普查指定地点（蓝色）的市政标签。

根据宾夕法尼亚州的法律，有四种类型的自治市：城市、自治市镇、乡镇，以及最多两种情况下的镇。伊利县有 38 个建制自治市，包括 2 个市、14 个自治市镇和 22 个乡镇。